# Tomasz Barniak
Tomasz Barniak (6 de marzo de 1995) es un deportista polaco que compite en piragüismo en la modalidad de aguas tranquilas.
Ganó cuatro medallas de plata en el Campeonato Mundial de Piragüismo entre los años 2017 y 2023, y dos medallas en el Campeonato Europeo de Piragüismo, en los años 2017 y 2022.
Participó en los Juegos Olímpicos de Tokio 2020, ocupando el séptimo lugar en la prueba de C2 1000 m.

## Palmarés internacional
| Campeonato Mundial | Campeonato Mundial       | Campeonato Mundial | Campeonato Mundial |
| Año                | Lugar                    | Medalla            | Competición        |
| ------------------ | ------------------------ | ------------------ | ------------------ |
| 2017               | Račice (República Checa) | Medalla de plata   | C4 1000 m          |
| 2021               | Copenhague (Dinamarca)   | Medalla de plata   | C2 1000 m          |
| 2022               | Halifax (Canadá)         | Medalla de plata   | C2 500 m           |
| 2023               | Duisburgo (Alemania)     | Medalla de plata   | C4 500 m           |
| Campeonato Europeo |                          |                    |                    |
| Año                | Lugar                    | Medalla            | Competición        |
| 2017               | Plovdiv (Bulgaria)       | Medalla de oro     | C4 1000 m          |
| 2022               | Múnich (Alemania)        | Medalla de plata   | C2 500 m           |